# Белка (притока Шелоња)
Белка (рус. Белка) река је на западу европског дела Руске Федерације. Протиче преко територија Дновског, Дедовичког и Порховског рејона на истоку Псковске области. Десна је притока реке Шелоњ (притоке језера Иљмењ), те део басена реке Неве, односно Финског залива Балтичког мора.
У Шелоњ се улива на 148. километру код села Бељско Устје. Дужина водотока је 61 km, а површина сливног подручја око 641 km².
Најважније притоке су Липња и Дубенка.